# Ciurlo

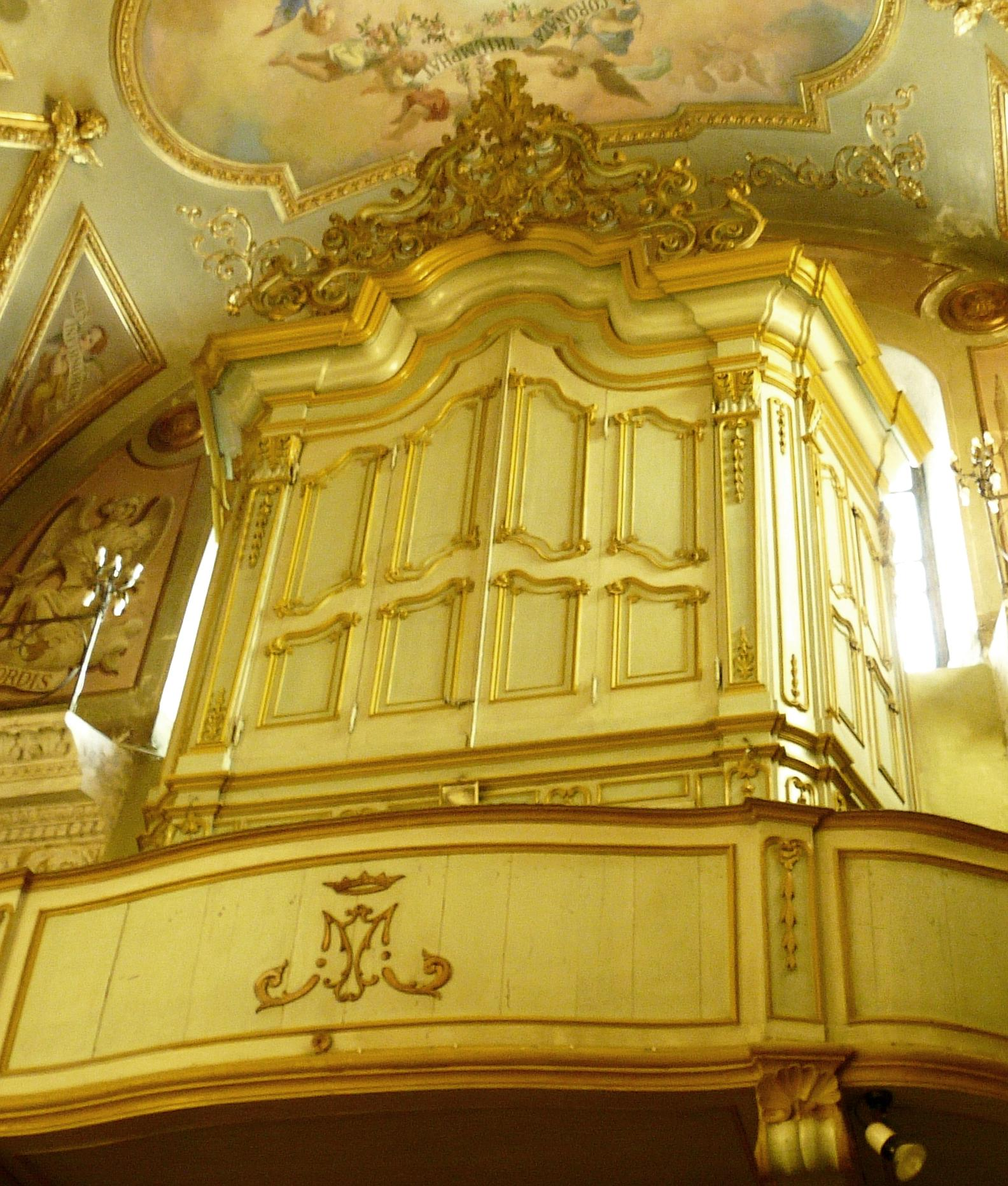
L'organo del 1793 di Francesco Ciurlo nella chiesa di Santa Maria Assunta a Rapallo.

I Ciurlo sono una famiglia originaria di Sampierdarena, attiva come organari fra il XVIII e il XIX secolo.

## Storia
Degli undici figli di Domenico Gaetano Ciurlo (1700-1779), quattro - Giovanni Battista, Francesco, Luigi e Bartolomeo - lavorarono come organari. Da Sampierdarena la famiglia si trasferì a Genova, nel borgo di San Tommaso, per poi spostarsi a Santa Margherita Ligure.
L'attività organaria sammargheritese andò diminuendo dopo la morte di Francesco e di Luigi, per poi cessare del tutto nel 1855 con la morte di Marcello. A questo progressivo declino, aggravato da alcune congiunture sfavorevoli, corrispose la diffusione in Liguria degli organi di scuola toscana (Agati) e lombarda (Serassi, Lingiardi).
Grazie a due matrimoni, che unirono le famiglie Roccatagliata e Ciurlo nel 1780, e poi Ciurlo e De Ferrari nel 1803, la tradizione organaria sammargheritese si protrasse però fino al primo quarto del XX secolo, lasciando cospicue testimonianze in varie località della Liguria, del basso Piemonte e della Corsica.

## Caratteristiche costruttive
Gli strumenti della prima generazione della famiglia Ciurlo erano ancora legati al classico modello di organo italiano: un solo manuale con ottava corta (dapprima con estensione Do1 - Fa5, e poi Do1 - Do5 con divisione bassi-soprani fra il Si2 e il Do3) e pedaliera corta, a leggio, costantemente unita al manuale.
Il prospetto era suddiviso in tre campate e la disposizione fonica era sempre basata su un registro di principale da 8', cui si aggiungeva il ripieno a file separate. I registri da concerto erano invariabilmente tre: un flauto in ottava (sempre intero), una voce umana soprani e un cornetto soprani, sempre su tre file. Raramente erano presenti ulteriori registri, come il rollante e l'uccelliera.
Negli ultimi organi realizzati da Marcello Ciurlo, invece, sotto l'influsso delle scuole organarie degli Agati e dei Serassi, sono presenti anche registri come l'ottavino, la viola bassi da 4' e il flauto da 8'. La pedaliera venne estesa fino al Mi2 e la facciata si presenta a campata unica.

## Biografie

### Giovanni Battista Ciurlo
Giovanni Battista Ciurlo (Sampierdarena, 16 aprile 1736 - Genova, 11 novembre 1811) cominciò certamente prima degli altri fratelli a operare nell'arte organaria, ma nulla si sa del suo apprendistato. A differenza degli altri due fratelli, che si trasferirono a Santa Margherita Ligure, Giovanni Battista mantenne una sua bottega a Genova, dapprima nel borgo di San Tommaso, fra il 1773 e il 1784, e poi in quello di San Giovanni di Prè, avviando all'arte anche il figlio Domenico (Genova, 22 luglio 1784 - dopo il 1834).
I suoi organi più antichi noti finora sono quelli delle parrocchiali di Calvi, risalente al 1774, e di Caperana, del 1775. Nel 1791 realizza un nuovo organo per la parrocchiale di S. Nicolò in Pietra Ligure, in seguito sostituito. Altri strumenti superstiti sono ubicati soprattutto nell'imperiese. Il nome del figlio Domenico compare per la prima volta nel 1806, assieme a quello del padre, nell'organo della parrocchiale di Torre Paponi.

### Angelo Luigi Ciurlo
Angelo Luigi Ciurlo (Sampierdarena, 15 settembre 1751 - Genova, 20 marzo 1816) seguì le orme del fratello più anziano, ma, prima del 1778, si trasferì a Santa Margherita Ligure per apprendere l'arte organaria presso Tommaso II Roccatagliata, del quale sposò la figlia Maria Camilla. Dal loro matrimonio nacquero sette figli, fra i quali Marcello, suo successore. Dopo la morte del suocero ne assunse il cognome, proseguendone l'attività.

### Francesco Ciurlo
Francesco Ciurlo (Sampierdarena, 19 agosto 1749 - Santa Margherita Ligure, 27 gennaio 1814) seguì il fratello a Santa Margherita Ligure, dove si sposò nel 1784 con Maria Giovanna Vittoria Domitilla Figari. Dal matrimonio nacquero quattordici figli.

### Bartolomeo Ciurlo
Bartolomeo Ciurlo (1731-1800) lavorò come organaro insieme ai suoi fratelli, ma ricoprì sempre un ruolo secondario, non ancora del tutto chiarito.

### Marcello Ciurlo
Marcello Ciurlo (Genova, 6 agosto 1787 - Santa Margherita Ligure, 27 ottobre 1855), detto Marcellino, fu tenuto a battesimo dal doge Marcello Durazzo, dal quale derivò il nome. Succedette al padre Luigi nell'attività organaria esercitando, al contempo, anche quella di maestro di musica. Nel 1822 sposò la nobile Anna Roisecco, figlia del notaio Giuseppe, dalla quale ebbe otto figli. Ricoprì a più riprese la carica di consigliere comunale.

### Luigi Narciso Ciurlo
Luigi Narciso Ciurlo (Santa Margherita Ligure, 29 ottobre 1823 - Rio de Janeiro, 1881), primogenito di Marcello, fu avviato all'arte paterna. Nel 1850 si sposò con Maria Gnecco, e, nel 1853, emigrò in Brasile, a Rio de Janeiro, dove morì.

## Cronologia genealogica organara

### Famiglia Ciurlo
|                               |                               |                       |                              |                           |                          |                        |                        |
|                               |                               |                       | Domenico Gaetano *1700 †1779 |                           |                          |                        |                        |
|                               |                               |                       |                              |                           |                          |                        |                        |
|                               |                               |                       |                              |                           |                          |                        |                        |
| Giovanni Battista *1736 †1811 | Giovanni Battista *1736 †1811 | Francesco *1749 †1814 | Francesco *1749 †1814        | Angelo Luigi *1751 †1816  | Angelo Luigi *1751 †1816 | Bartolomeo *1731 †1800 | Bartolomeo *1731 †1800 |
|                               |                               |                       |                              |                           |                          |                        |                        |
|                               |                               |                       |                              |                           |                          |                        |                        |
| Domenico *1784 † post 1834    | Domenico *1784 † post 1834    |                       |                              | Marcello *1787 †1855      | Marcello *1787 †1855     |                        |                        |
|                               |                               |                       |                              |                           |                          |                        |                        |
|                               |                               |                       |                              |                           |                          |                        |                        |
|                               |                               |                       |                              | Luigi Narciso *1823 †1881 |                          |                        |                        |

### Relazioni genealogiche Roccatagliata-Ciurlo-De Ferrari
R Roccatagliata
C Ciurlo
D De Ferrari
|                             |                                                              |                                       |                                                            |                                                            |                                 |
|                             |                                                              | R Tommaso I Roccatagliata *1647 †1725 |                                                            |                                                            |                                 |
|                             |                                                              |                                       |                                                            |                                                            |                                 |
|                             |                                                              |                                       |                                                            |                                                            |                                 |
| R Lorenzo *1686 †1748       | R Lorenzo *1686 †1748                                        | R Giacomo Maria *1700 †1780           | R Giacomo Maria *1700 †1780                                | R Nicolò *1703 †?                                          | R Nicolò *1703 †?               |
|                             |                                                              |                                       |                                                            |                                                            |                                 |
|                             |                                                              |                                       |                                                            |                                                            |                                 |
|                             | R Tommaso II 1725 †1798                                      | R Tommaso II 1725 †1798               | R Giovanni Domenico *1730 †?                               | R Giovanni Domenico *1730 †?                               |                                 |
|                             |                                                              |                                       |                                                            |                                                            |                                 |
|                             |                                                              |                                       |                                                            |                                                            |                                 |
|                             | R Maria Camilla fl. 1780 ∞ C Angelo Luigi Ciurlo *1751 †1816 |                                       |                                                            |                                                            |                                 |
|                             |                                                              |                                       |                                                            |                                                            |                                 |
|                             |                                                              |                                       |                                                            |                                                            |                                 |
| C Marcello *1787 †1855      | C Marcello *1787 †1855                                       |                                       | C Domitilla fl. 1803 ∞ D Giovanni Ant. De Ferrari fl. 1803 | C Domitilla fl. 1803 ∞ D Giovanni Ant. De Ferrari fl. 1803 |                                 |
|                             |                                                              |                                       |                                                            |                                                            |                                 |
|                             |                                                              |                                       |                                                            |                                                            |                                 |
| C Luigi Narciso *1823 †1881 | C Luigi Narciso *1823 †1881                                  | D Luigi *1807? †1853?                 | D Luigi *1807? †1853?                                      | D Giuseppe Giovanni *1815 †1877                            | D Giuseppe Giovanni *1815 †1877 |
|                             |                                                              |                                       |                                                            |                                                            |                                 |
|                             |                                                              |                                       |                                                            |                                                            |                                 |
|                             |                                                              |                                       |                                                            | D Antonio Luigi *1858 †1933                                |                                 |

## Discografia
- Organi storici della Liguria. S. Margherita Ligure, Nozarego, Davide Merello organo, Milano, La Bottega Discantica (Discantica 110), 2004.